# Act.7
Act.7는 대한민국의 음악 그룹 포미닛의 일곱 번째 미니 음반이다.